# بني سيدال الجبل
جماعة بني سيدال الجبل جماعة قروية تابعة لفخذ آيت سيدال أحد أفخاذ قبيلة قلعية الريفية الأمازيغية بإقليم الناظور. تحد شمالا وأيضا شرقا بجماعة بني شيكر وغربا بجماعة إعزانن وجماعة أمجاو التابعة لقبيلة آيت سعيد وجنوبا بجماعة بني سيدال لوطا، وعلى الجهة الجنوبية الشرقية تحد بجماعة بني بويفرور. ويبلغ عدد سكان الجماعة حوالي 9623 نسمة حسب إحصاء سنة 2004.

## قرى ودواوير الجماعة
من بين القرى والدواوير المكونة لجماعة بني سيدال الجبل نجد:
- بروال
- إشرعانن
- إطاشن
- ثانوت ن رومان
- اسغراوين
- اتوتوحن
- اغل مدغار
- ربع نتراخة
- اقراشن
- ابولحفاثن
- اوعرين
- إحماشا
- أولاد احساين
- مطواع
- أولاد لحسن
- واد ماسين
- إريانن
- إمحوثن
- إعيادن
- إحشان
- أدراين
- إرحيانن